# Port-Bizet
Pour les articles homonymes, voir Bizet (homonymie).
Port-Bizet est une station sismologique située sur la côte nord-est de l'île Longue du golfe du Morbihan dans l'archipel des Kerguelen.

## Histoire
Port-Bizet est créé dans les années 1950 lors de l'établissement des premières missions scientifiques et l'établissement d'une station sismologique. Il tient son nom à l'introduction à cette époque sur l'île Longue de moutons de la race Bizet du Cantal à des fins de consommation locale. Port-Bizet possède une cabane qui a servi de logement au berger entre 1955 et 2012, date de l'abandon de l'élevage. Des parcs de rabattage et de tri permettaient de rassembler le bétail avant l'embarquement sur un chaland à destination de l'abattoir de Port-aux-Français.

## Accès
Port-Bizet est un site totalement isolé, seulement accessible, par la mer, depuis la base de Port-aux-Français. Un ponton facilite l'accostage de navires de faible tirant d'eau de type chaland. Il dispose aussi d'un embossage sur coffre permettant le mouillage de navires jusqu'à 42 tonnes.